# Distrito de Payerne
El distrito de Payerne es uno de los diecinueve distritos del cantón de Vaud. Limita al noroeste, noreste y al sur con el distrito de La Broye (FR), al este y sureste con Glâne (FR), al sur con Moudon, al oeste con Yverdon, y al norte con Boudry. La capital del distrito es Payerne. 
Una parte del lago de Neuchâtel hace parte del distrito. A partir del 1 de enero de 2008, el distrito de Payerne será fusionado con los distritos de Avenches, Moudon y Oron. El nuevo distrito llevará el nombre de distrito de Broye-Vully. 

## Comunas por círculo
| Chevroux               | 383  | 4.37  |
| Corcelles-près-Payerne | 1850 | 12.19 |
| Grandcour              | 762  | 10.12 |
| Missy                  | 277  | 3.10  |

| Cerniaz               | 53   | 1.77 |
| Champtauroz           | 124  | 3.05 |
| Combremont-le-Grand   | 283  | 6.61 |
| Combremont-le-Petit   | 381  | 5.73 |
| Granges-près-Marnand  | 1200 | 6.95 |
| Henniez               | 240  | 2.63 |
| Marnand               | 151  | 2.24 |
| Sassel                | 156  | 3.35 |
| Seigneux              | 287  | 3.72 |
| Treytorrens (Payerne) | 118  | 3.06 |
| Villars-Bramard       | 120  | 3.20 |
| Villarzel¹            | 368  | 7.66 |

| Payerne | 7844 | 24.19 |
| Trey    | 233  | 3.80  |

Notas:
¹ El 1 de julio de 2006, las comunas de Rossens, Sédeilles y Villarzel se fusionaron para formar la nueva comuna de Villarzel.

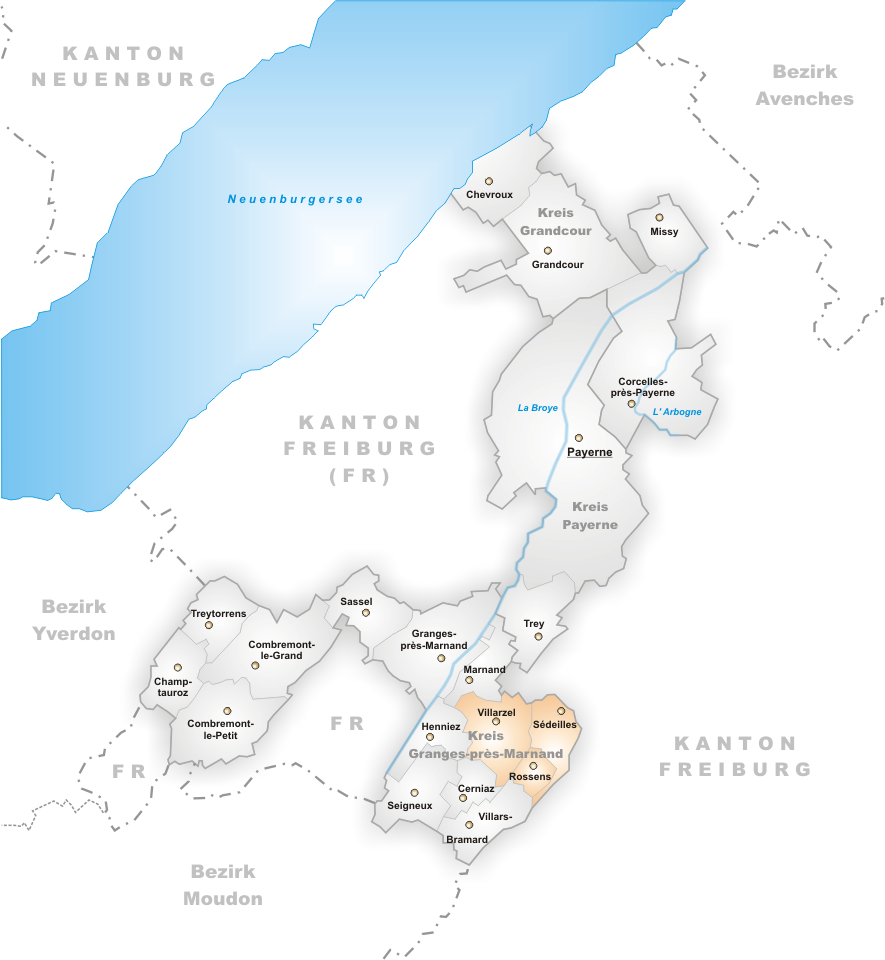
Comunas hasta el 2005

- Datos: Q689275
- Multimedia: Payerne District / Q689275